# گابریل موتومبو
گابریل موتومبو (انگلیسی: Gabriel Mutombo؛ زادهٔ ۱۹ ژانویهٔ ۱۹۹۶) بازیکن فوتبال اهل فرانسه است.